# Stevensville (Montana)
Pour les articles homonymes, voir Stevensville.
La ville de Stevensville est située dans le comté de Ravalli, dans le Montana, aux États-Unis. Lors du recensement de 2010, sa population s’élevait à 1 809 habitants.